# Piggrör
Piggrör (Calamagrostis varia) är en gräsart som först beskrevs av Heinrich Adolph Schrader, och fick sitt nu gällande namn av Nicolaus Thomas Host. Enligt Catalogue of Life ingår Piggrör i släktet rör och familjen gräs, men enligt Dyntaxa är tillhörigheten istället släktet rör och familjen gräs. Arten är reproducerande i Sverige. Inga underarter finns listade i Catalogue of Life.

## Bildgalleri

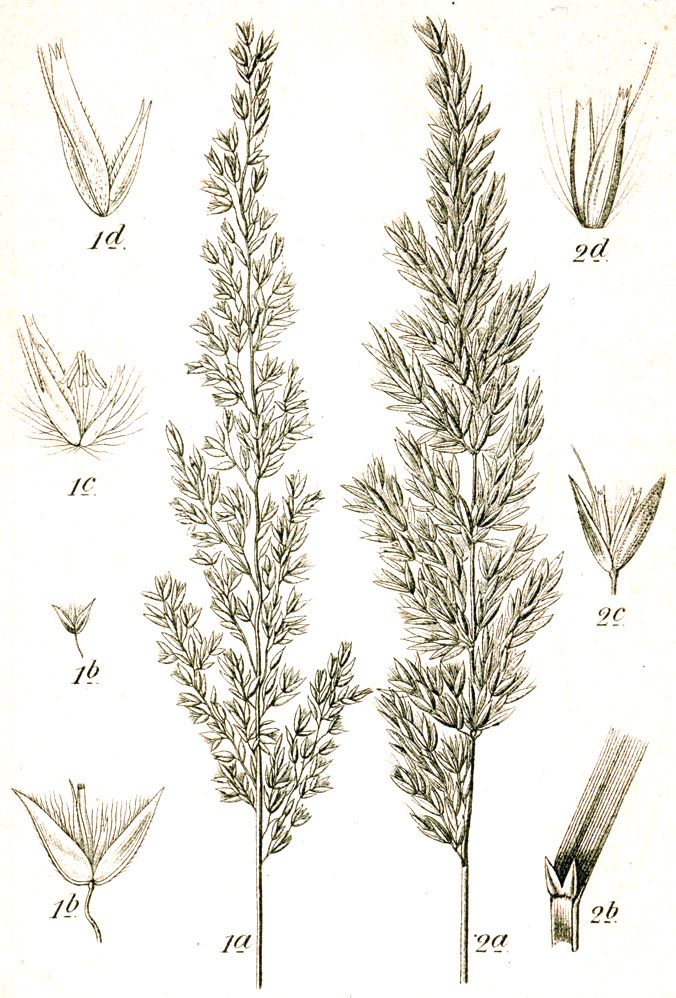